# 1 (film)
1 (noto anche come 1: Life On The Limit) è un film documentario del 2013 diretto da Paul Crowder e narrato da Michael Fassbender.

## Trama
Il film ripercorre la storia della Formula 1 dagli albori fino alla morte di Ayrton Senna del 1994, concentrandosi sugli aspetti relativi alla sicurezza delle monoposto.

## Distribuzione
Il documentario è stato presentato in anteprima il 10 gennaio 2014 presso l'Empire Leicester Square a Londra.
La pellicola è stata distribuita su DVD e Blu-ray il 28 gennaio 2014 negli Stati Uniti e in Canada, e il 17 marzo nel Regno Unito.